# Hirotoshi Ishii

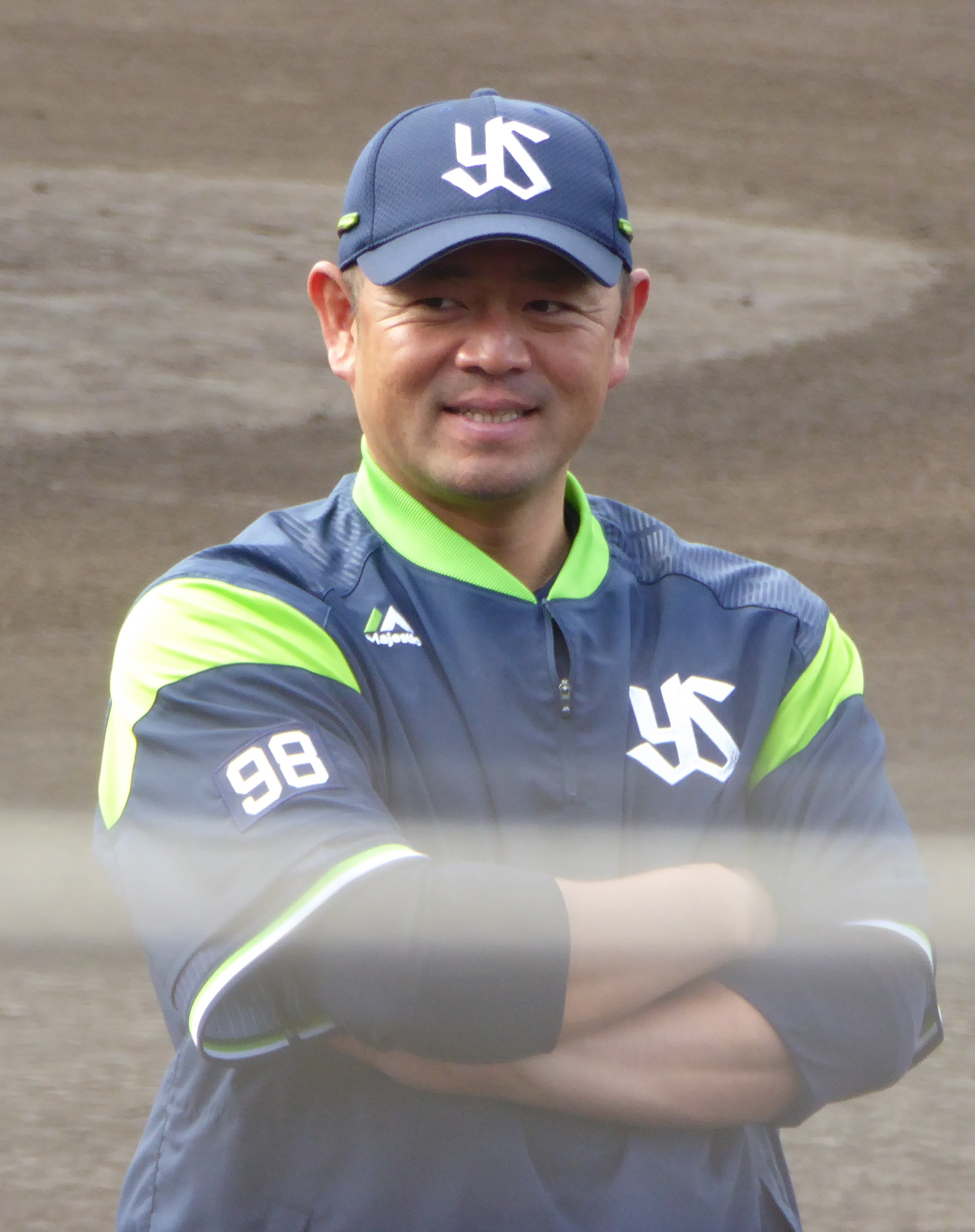
Hirotoshi Ishii

Hirotoshi Ishii, född den 14 september 1977 i Ichihara, är en japansk professionell basebollspelare som tog brons vid olympiska sommarspelen 2004 i Aten.
Ishii representerade Japan i World Baseball Classic 2006, där Japan vann. Han spelade en match och hade en earned run average (ERA) på 27,00.